# Château-Richer
Pour les articles homonymes, voir Château (homonymie) et Richer.
Château-Richer est une ville canadienne au Québec, chef-lieu de la MRC de La Côte-de-Beaupré, dans la région de la Capitale-Nationale.

## Toponymie
La première mention du nom Château-Richer apparaît dès 1642 sur la carte de l'arpenteur Jean Bourdon pour désigner le promontoire où est érigée l'actuelle église de La Visitation de Notre-Dame. Plusieurs légendes et récits tentent de fournir une explication à ce nom de village inusité au Québec et auquel aucun château ne peut faire référence.

## Histoire
La colonisation française du lieu remonte à la création de la seigneurie de Beaupré en 1636 et de celle de l'île d'Orléans qui lui fait face. Olivier Le Tardif est considéré par l'historien Raymond Gariépy comme le véritable fondateur du village qui concéda les premières terres aux colons.
La paroisse de La Visitation de Notre-Dame de Château-Richer est la plus ancienne paroisse catholique rurale au nord du Mexique.

### Les «Concessions»

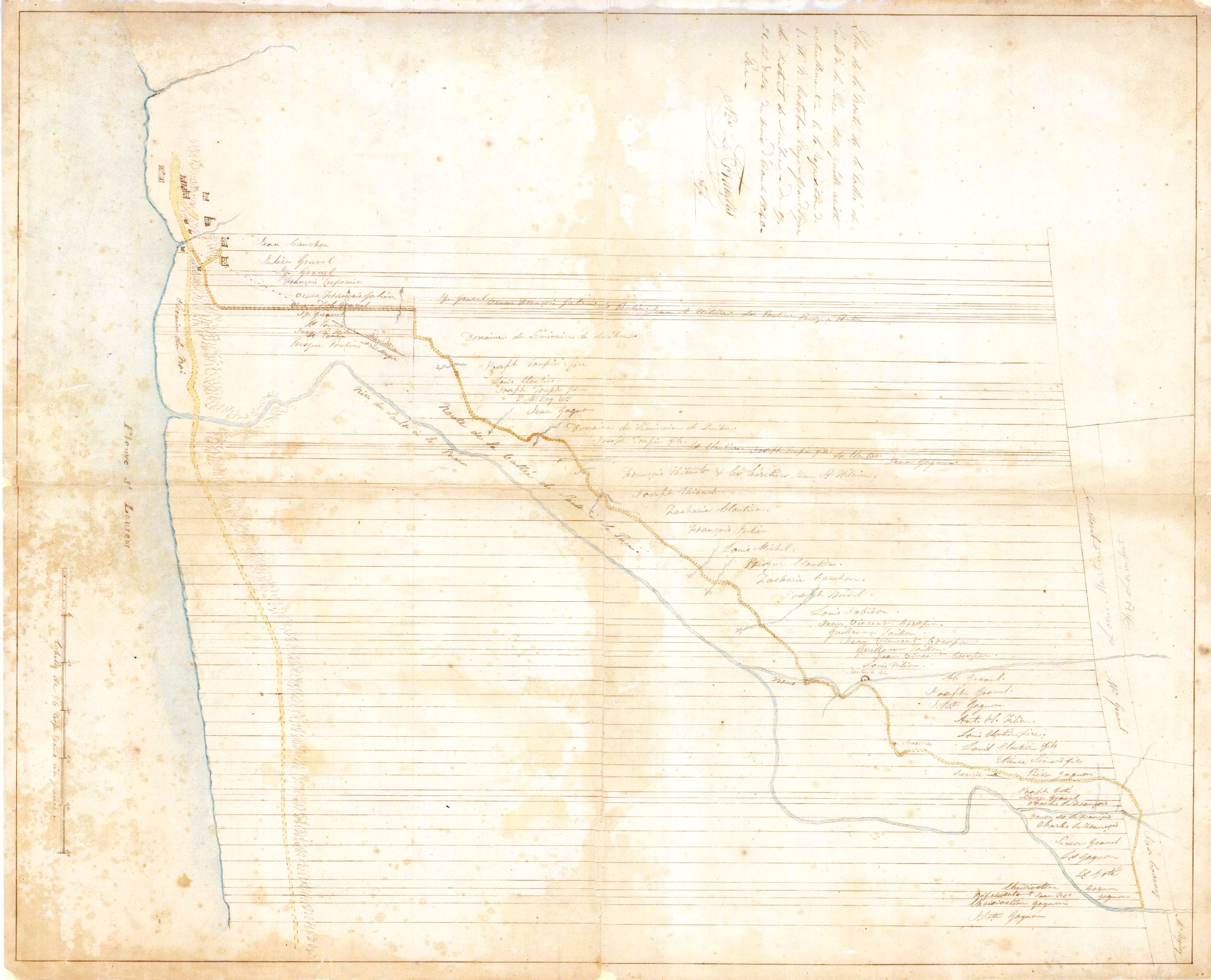
Plan de la route de la vallée du Sault à la puce, par Nicolas Lefrançois, 1840

« Les Concessions » est la dénomination locale pour désigner l'arrière-pays colonisé vers 1840 par des Irlandais catholiques. La pauvreté des sols impropres à l'agriculture les fera fuir rapidement et ils seront remplacés la décennie suivante par un peuplement Canadien français (seules trois fermes sont toujours actives sur la vingtaine qui occupaient le territoire à l'origine). Les terres, divisées à la manière française (bandes de terre étroites perpendiculaires à un cours d'eau) sont établies dans les vallées de la rivière Sault-à-la-Puce et de ses affluents. Les Concessions comprennent la route Saint-Achillée, le rang Saint-Ignace, le rang Saint-Achillée-Ouest, le rang Saint-Achillée-Est et la Vallée des Rois. On y compte une population permanente de 300 âmes qui fluctue jusqu'à 600 personnes lors de la période estivale. Longtemps appelée la « Petite Suisse », la vallée de Saint-Achillée est caractérisée par une plaine alluvionnaire au creux d'une vallée. Son pic le plus élevé et visible de partout est surnommé « Montagne de la Croix » à cause d'une croix qui surmonte son sommet depuis plus d'un siècle.

## Géographie
Le territoire de Château-Richer est situé à l'extrémité nord-est des Basses-terres du Saint-Laurent et sur les contreforts du Bouclier Canadien dont les Laurentides forment la première chaîne montagneuse.
Les frontières de Château-Richer sont respectivement, le fleuve Saint-Laurent au sud-est, la ville de L'Ange-Gardien au sud-ouest, la municipalité de Sainte-Brigitte-de-Laval au nord-ouest (rivière Montmorency), la Seigneurie de Beaupré au nord et la ville de Sainte-Anne-de-Beaupré au nord-est.

### Hydrographie
La rivière du Petit Pré délimite le sud-ouest de la municipalité en coulant vers le sud-est jusqu'à son embouchure dans l'estuaire du Saint-Laurent.
À partir de son crénon, dans le nord-ouest de la municipalité, la rivière la Retenue coule vers le sud-ouest.
À partir de leur crénon, dans le centre, les rivières Cazeau et Le Moyne coulent vers le sud-est jusqu'à leur embouchure dans l'estuaire du Saint-Laurent.
La rivière du Sault à la Puce traverse la municipalité du nord-est vers le sud jusqu'à son embouchure dans l'estuaire.
La rivière aux Chiens délimite le sud-est de la municipalité en coulant vers les sud-esté

## Démographie
| 1996  | 2001  | 2006  | 2011  | 2016  | 2021  |
| ----- | ----- | ----- | ----- | ----- | ----- |
| 3 579 | 3 442 | 3 563 | 3 834 | 4 126 | 4 425 |

## Administration
Les élections municipales se font en bloc pour le maire et les six conseillers.
| Château-Richer Maires depuis 2001                                                                                    |                   |         |          |
| Élection | Maire             | Qualité | Résultat |
| 2001 | Jean-Guy Cloutier |         | Voir     |
| 2005 | Frédéric Dancause |         | Voir     |
| 2009 | Frédéric Dancause | Voir    |          |
| 2013 | Frédéric Dancause | Voir    |          |
| 2017 | Jean Robitaille   |         | Voir     |
| 2021 | Gino Pouliot      |         | Voir     |
| Élection partielle en italique Depuis 2005, les élections sont simultanées dans toutes les municipalités québécoises |                   |         |          |

## Économie
Si le rang Saint-Ignace se caractérise par une vocation de villégiature axée sur l'équitation, les rangs voisins formant la localité de Saint-Achillée-de-Montmorency constituent un véritable noyau villageois axé sur une agriculture de subsistance, l'exploitation forestière et la villégiature qui prend de plus en plus de place, tant sur une base privée que commerciale. Jusqu'au milieu du XXe siècle, Saint-Achillée possédait sa propre école de rang, son moulin à scie et son magasin général. À diverses époques, plusieurs carrières ont exploité les richesses minérales telles que le calcaire de Trenton, le granite et le sable. On retrouve aussi quelques gisements de mica. Malgré tout, l'économie locale est fortement fondée sur l'exploitation forestière, les sports d'hiver (traîneau à chien) et l'équitation, la villégiature et marginalement sur l'exploitation agricole. La plupart des habitants se déplacent maintenant en ville pour travailler, attirés par les avantages de Québec.

## Personnalités
- Valérie Forgues (1978), poète et romancière québécoise est née à Chateau-Richer.
- Les trois frères Gagnon (1640), qui ont engendré les Gagnon en Amérique, se sont installés à Château-Richer[7].

## Patrimoine[8]

### Avenue Royale

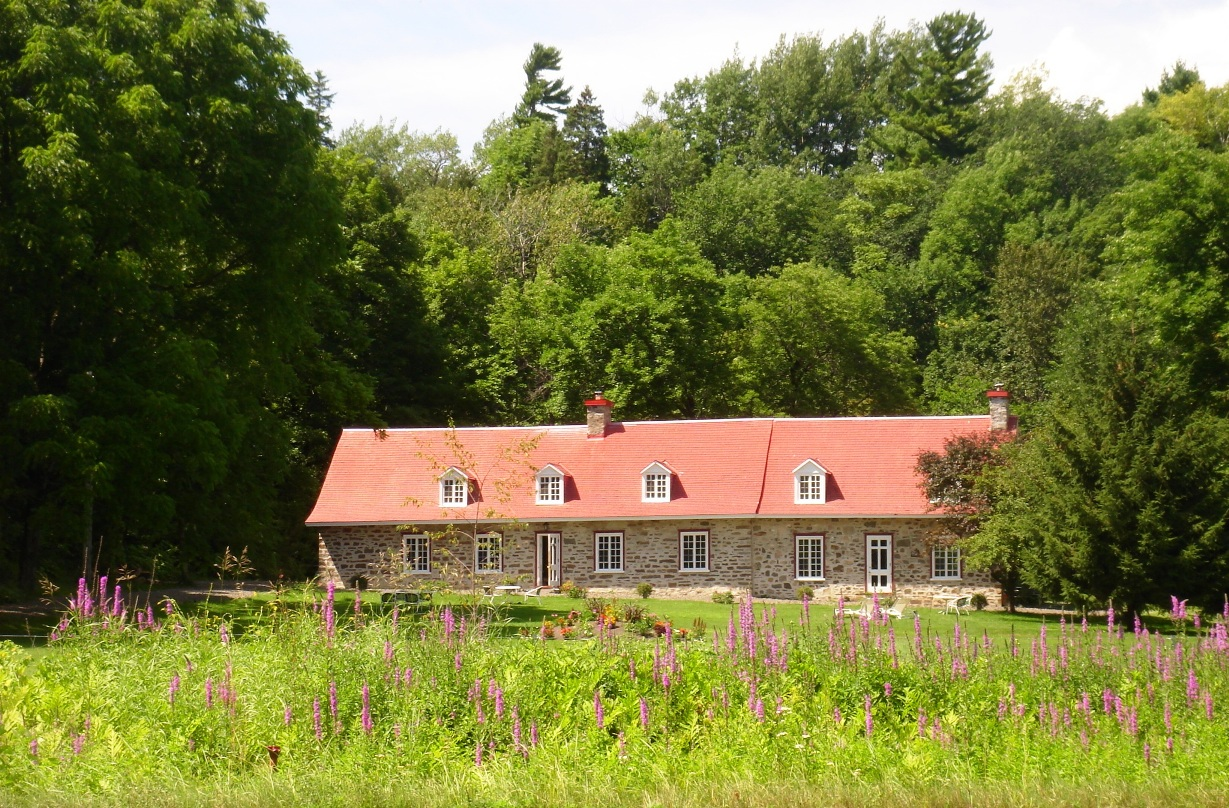
Maison Rouge en 2007

- Maison Hudon ou « Maison Rouge », Lot 350 et 353 de la paroisse, concession du seigneur Bertrand Chesnay de la Garenne (1655) reconstruite sur « une ruine de trois murs et un foyer en pierre » en 1764 par le capitaine Cazeau qui donna son nom à la rivière éponyme et agrandie par Me Hudon en 1940. Me Hudon était, alors, le doyen de la faculté de droit de l'université Laval. Cette maison de Château Richer possède notamment un abri anti-atomique construit pour abriter la famille de Me Hudon. La maison a été rénovée en 2006-2007 tout en conservant ses éléments anciens. Elle a été revendue à l'automne 2010.

Quelques maisons traditionnelles de l'avenue Royale
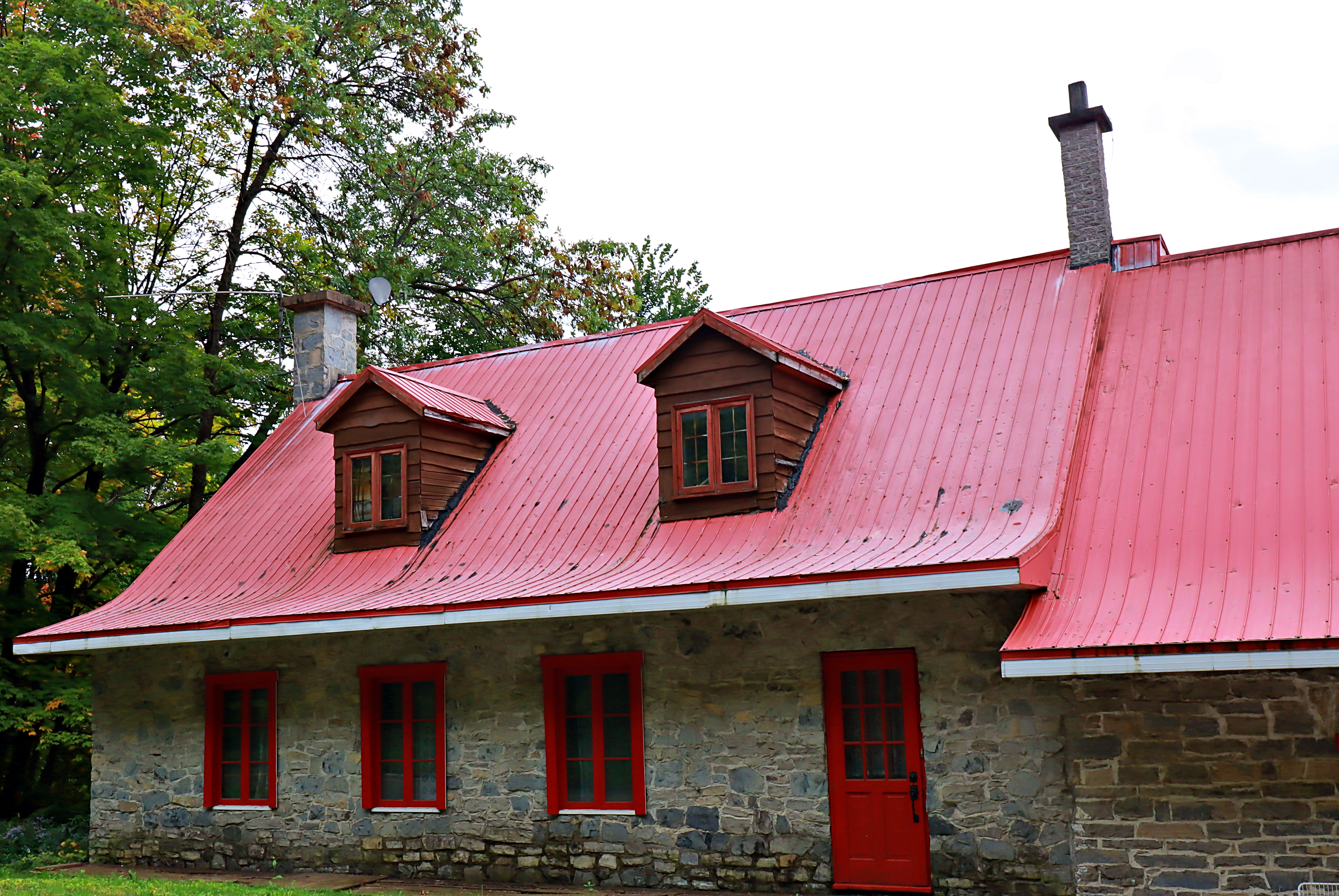
Au 8706
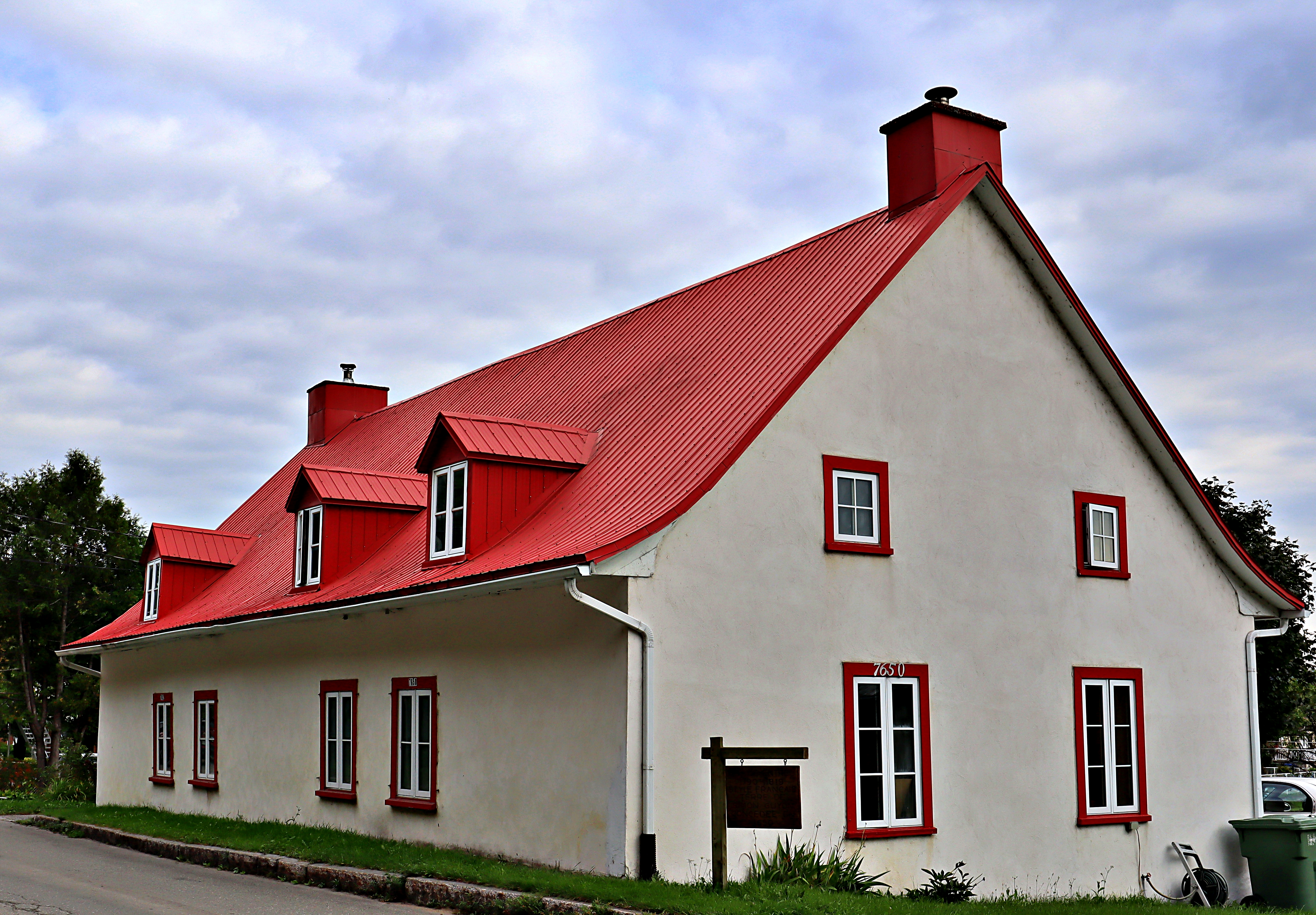
Au 7650
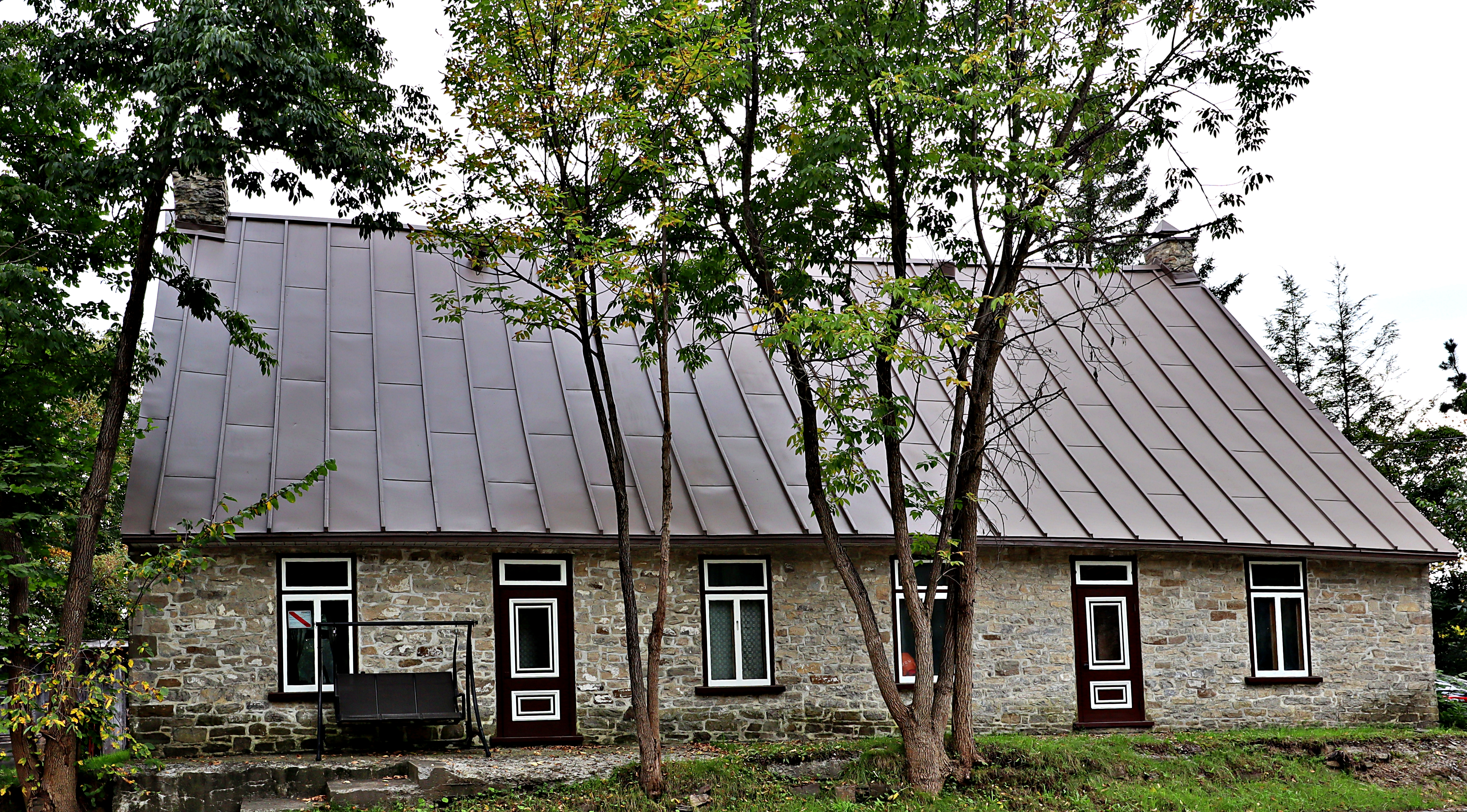
Au 7519
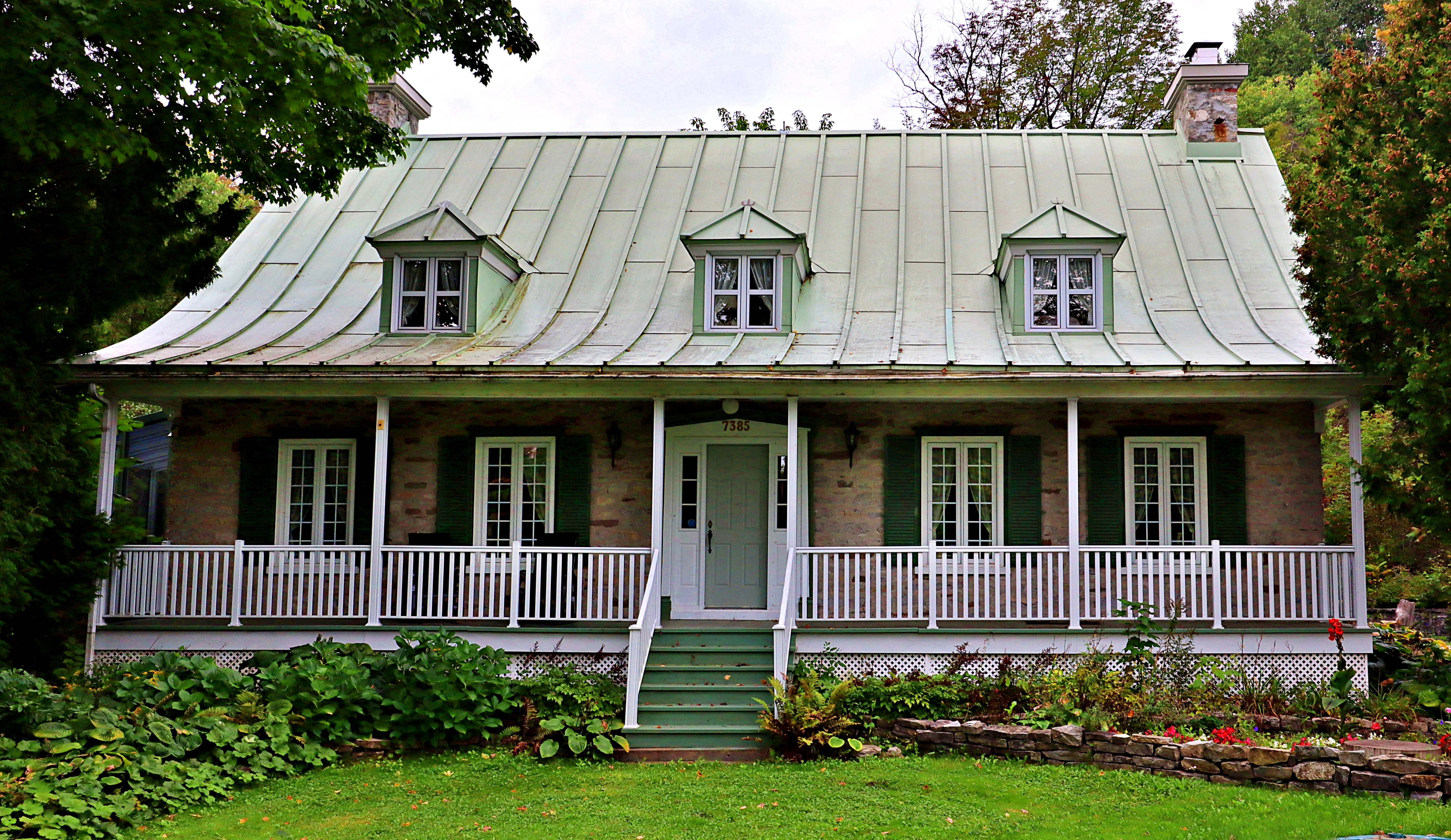
Au 7385
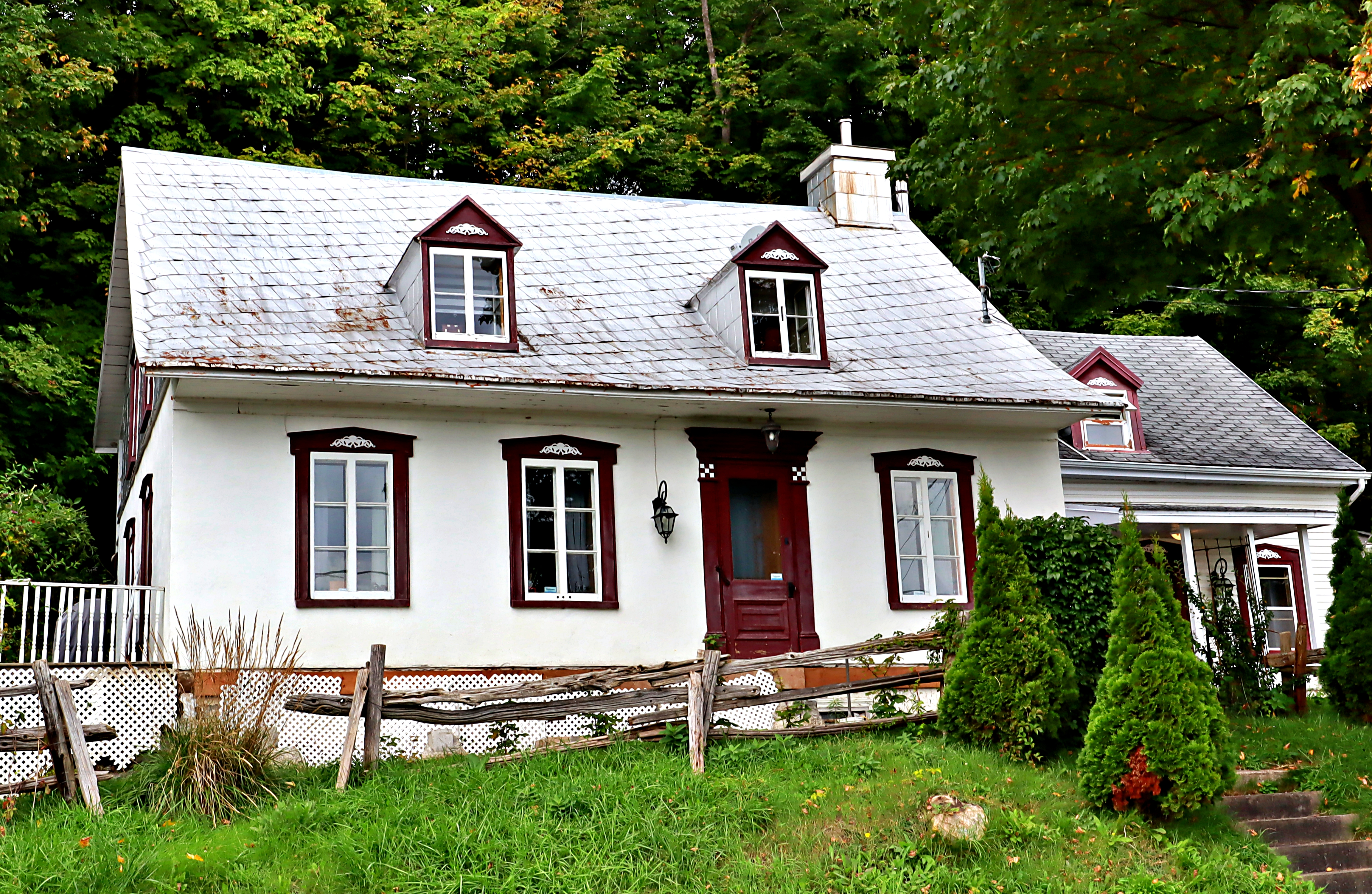
Au 8580

### Chapelle Saint-Achillée
Le hameau de Saint-Achillée s’enorgueillit toujours de ses maisons et granges anciennes construites lors de la colonisation. Près de quinze résidences anciennes bordent toujours les rangs des environs dont la maison Jacques-Asselin dite du P'tit Asselin (1843), la maison Jean-Baptiste-Cauchon (1910), restaurée en 2003-2004). De plus, on retrouve trois caveaux à légumes, caractéristique de la Côte-de-Beaupré, l'un qui remonte à la colonisation sur la ferme de Jean-Georges Trudel, un deuxième, construit dans les années 1950 par Maurice Trépanier et l'autre érigé en pierre en 2002 par Jean-Claude Lachance.
Toutefois, l'attrait culturel central de la région est la chapelle Saint-Achillée, érigée en 1885 par le curé Achille Pelletier (certains font remonter sa construction à l'année de la Confédération canadienne en 1867.

### Chapelle Gravel

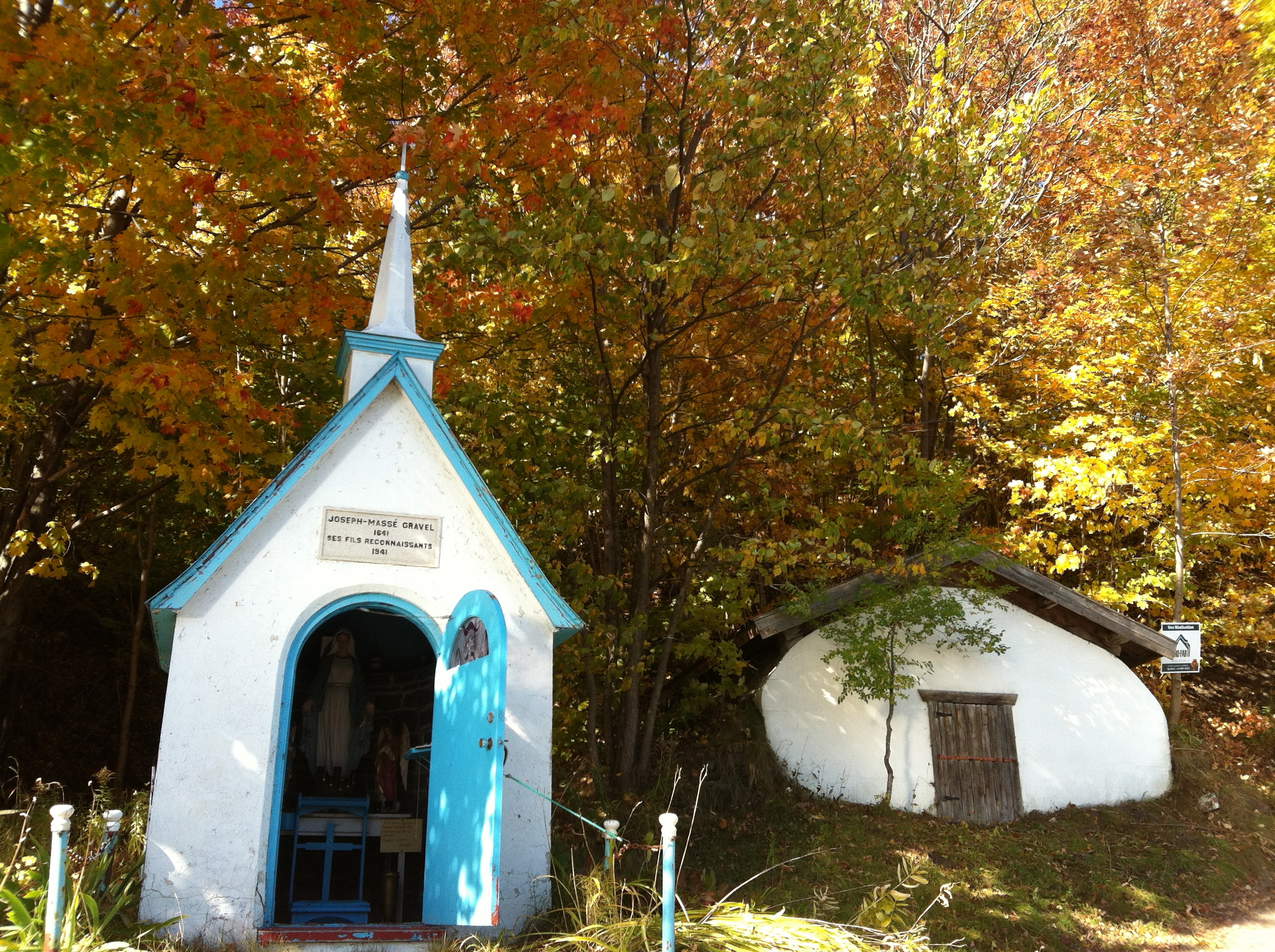
Chapelle et caveau à légumes

La chapelle Gravel a été construite en 1941 pour célébrer le tricentenaire de l'arrivée de Joseph-Massé Gravel, l'ancêtre des familles Gravel, en 1641. Elle est située sur l'avenue Royale, à Château-Richer, tout près du chemin Huot et en face du numéro 8666, de l'avenue Royale.
Cette petite chapelle fut consacrée à Notre-Dame-de-l'Assomption. C'est une chapelle de procession où des fidèles se rassemblaient pour prier et chanter des cantiques à la Vierge. L'abbé Pierre Gravel, né le 24 septembre 1899 à Château-Richer et décédé à Québec le 29 août 1977, en fut le maître d'œuvre et l'âme de toutes les cérémonies religieuses qui y eurent lieu durant 36 ans. L'abbé Gravel réunissait des fidèles à la Fête de la Saint-Jean-Baptiste et à l'occasion de la fête de Notre-Dame-de-l'Assomption (15 août) pour prier et chanter.
De nombreux touristes québécois et américains visitent cette petite chapelle chaque année.

### Site patrimonial de la Place-de-l'Église
Le site comprend le presbytère construit en 1833, l'église de La Visitation-de-Notre-Dame, un cimetière du XVIIe siècle, une grotte mariale implantée en 1930 et 1931 et un monument du Sacré-Cœur.

## Galerie

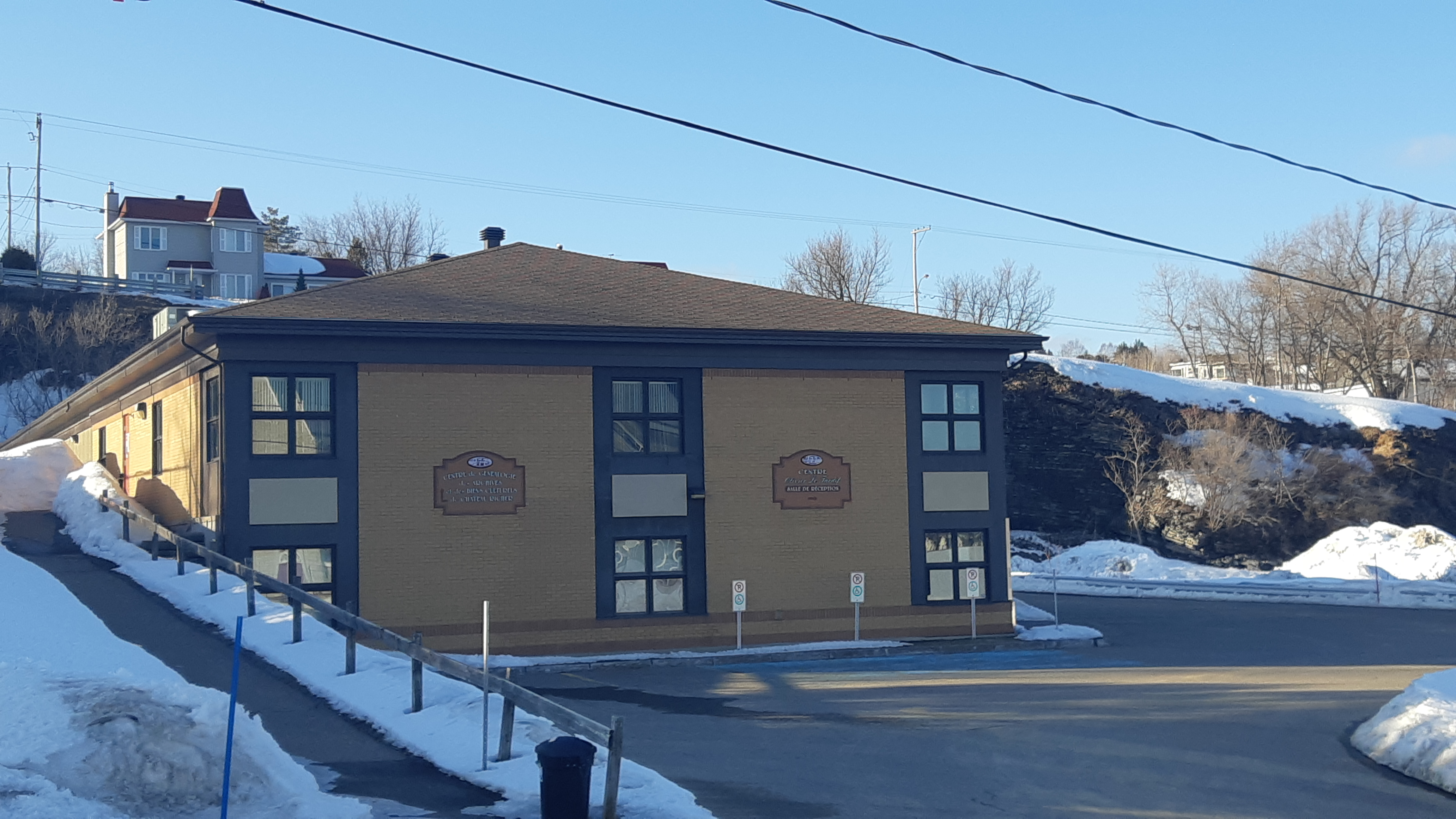
Centre Communautaire Olivier le Tardif.
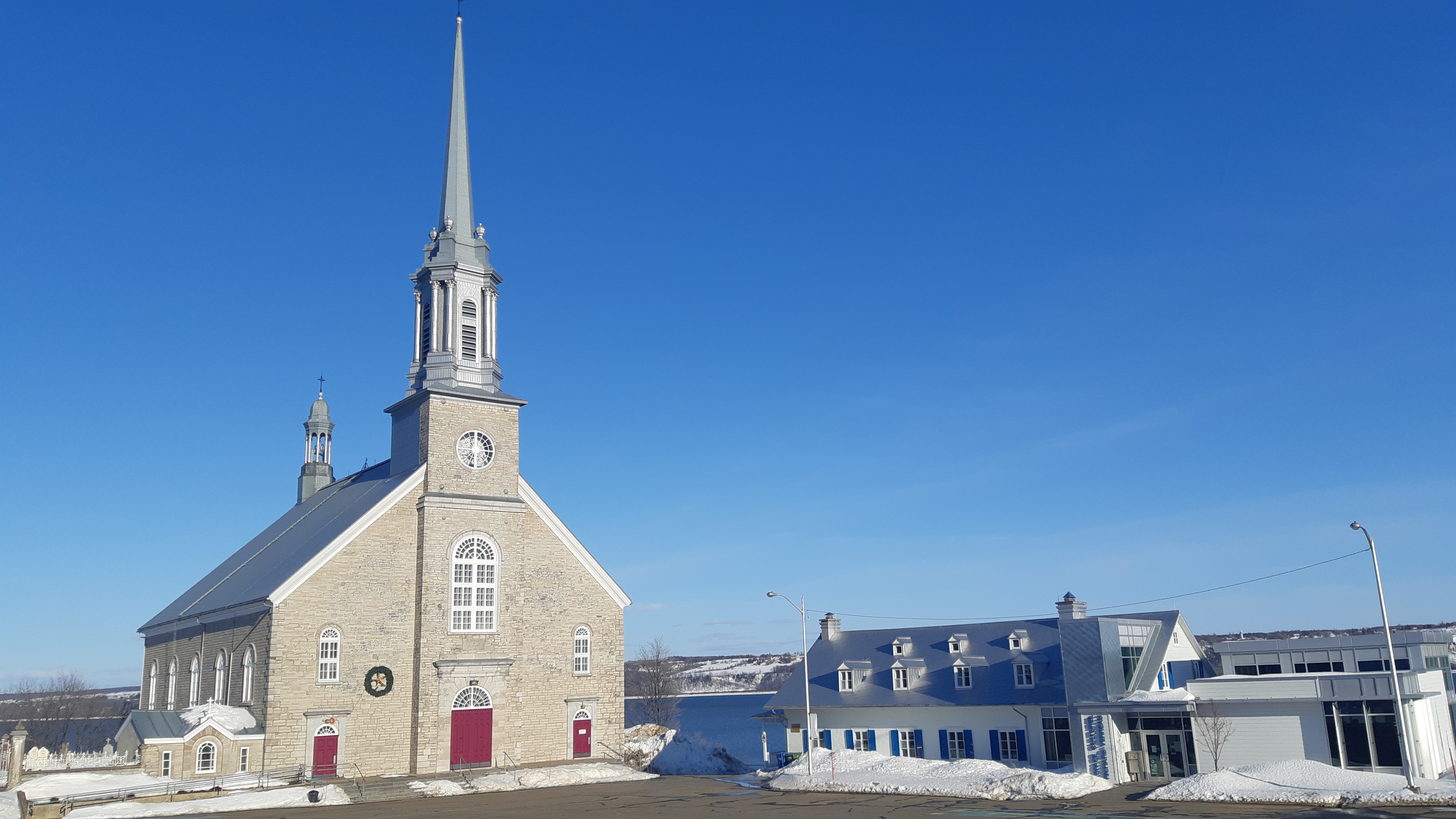
l'église de La Visitation-de-Notre-Dame et son presbytère.
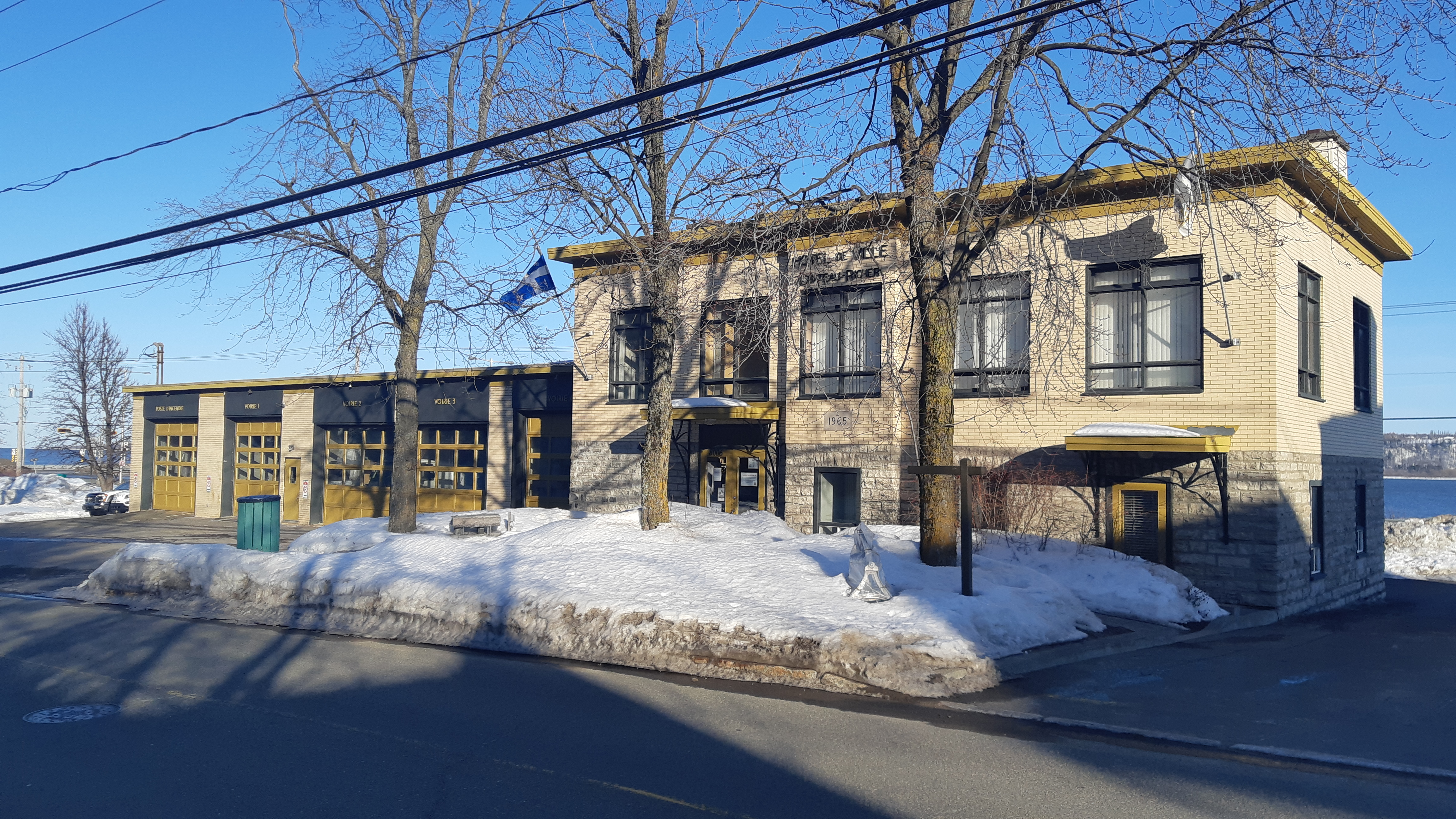
l'hôtel de ville de Château-Richer et la caserne de pompiers attenante à celle-ci. Construite en 1965.
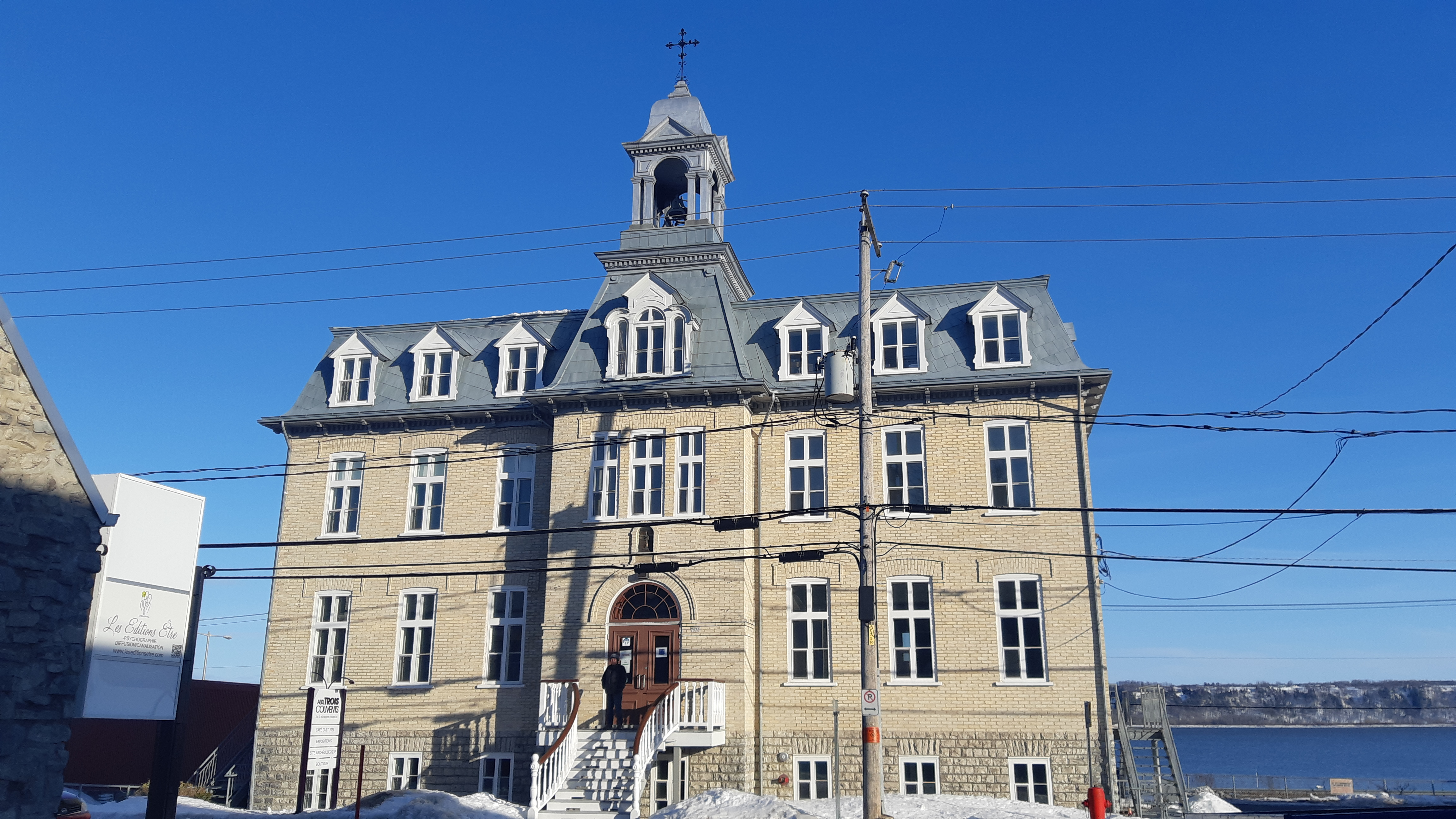
le Vieux couvent de Château-Richer.